# Lipaphis lepidii
Lipaphis lepidii är en insektsart som först beskrevs av Nevsky 1929.  Lipaphis lepidii ingår i släktet Lipaphis och familjen långrörsbladlöss.

## Underarter
Arten delas in i följande underarter:
- L. l. lepidii
- L. l. lepidiicardariae